# CR 仄暗い水の底から サウンドトラック
『CR 仄暗い水の底から サウンドトラック』（シーアール ほのぐらいみずのそこから サウンドトラック）は、松室政哉のサウンドトラック。

## 解説
- パチンコ機「CR 仄暗い水の底から」のサウンドトラック作品。
- キャッチコピーは、「底知れぬ静寂へ…」。
- 規格品番は、ATS-61。
- ジャケットのアートワークは、SEVEN DIALSの八嶋秀幸が担当。
- 全ての楽曲を松室政哉が書き下ろし・プロデュースを行った。
- 各楽曲のボーカルは、メロディーキッチンのフチタアイコ、HYLE、松室政哉がそれぞれ担当。
- 2016年7月27日にiTunes限定で、配信限定サウンドトラックとして配信されていたが、同年8月19日よりライブ会場限定でCD販売も行うようになった。現在では、オフィスオーガスタアーティストオフィシャルグッズ通販サイト「Augusta Family Club」で購入できるようになっている。

## 収録曲
CD
1. 優しい雨
2. Fallen Angel
3. 水無月の君
  - インディーズ時代の楽曲「思い出の中に君を隠したのに」が原曲となっている。
4. Requiem-レクイエム-
5. 途切れたメロディ
  - 後にインディーズシングル「Theme」のカップリングとして収録された。
6. Take My Hand
7. 眠リノナカデ
8. Strange World
9. 君のいない明日

## 演奏
- 松室政哉
  - Vocal (#3.4.5.8)
  - Chorus (#3-9)
  - Acoustic Guitar (#2)
  - Other Instruments
- フチタアイコ (メロディーキッチン)
  - Vocal, Chorus (#1.4.7.9)
- HYLE
  - Vocal, Chorus (#2.6)
- 相川雄太
  - Drums (#1.2.5)
  - Percussions (#1.5)
- 坂本暁良
  - Drums (#6)
- 植松慎之介
  - Bass (#1.2.5)
- 岩永真奈
  - Bass (#6)
- TAIKING (Suchmos)
  - Acoustic Guitar (#1.7)
  - Electric Guitar (#2.5)
  - Gut Guitar (#3)
- 櫛野啓介
  - Electric Guitar (#6.8)
- 松浦はすみ (メロディーキッチン)
  - Piano (#1.2.9)
  - Electric Piano (#3.5)